# Carl Abraham Pihl

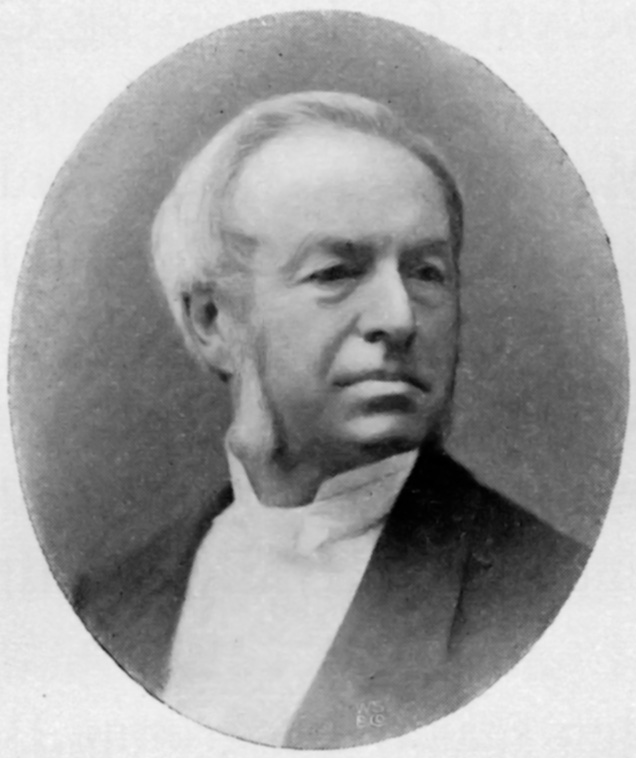
Carl Abraham Pihl

Carl Abraham Pihl, född 16 januari 1825 i Stavanger, död 7 september 1897 i Kristiania, var en norsk ingenjör och järnvägsman; bror till Oluf Pihl, sonson till Abraham Pihl.

## Biografi
Pihl fick sin tekniska utbildning vid Chalmersska slöjdskolan i Göteborg 1841-44. Han kom sedan till England. Där han arbetade i Robert Stephensons verkstäder, men återvände 1850 till Norge och blev avdelningschef vid landets första järnväg, Hovedbanen, senare vid en rad andra banor. År 1865 blev befattningen som teknisk direktör för landets järnvägsbyggnader upprättad för honom och då järnvägarnas centralstyrelse 1883 organiserades, blev han direktör för banavdelningen. 
Han var en principfast anhängare av smalspåriga banor i ett land med Norges geografiska och ekonomiska förhållanden och hans inflytande avgjorde länge det smalspåriga systemets seger. Hans sista strid för detta system gällde Bergensbanen, som dock enligt Stortingets beslut (1898) anlades normalspårig, vilket innebar dödsdomen över Pihls järnvägspolitik i Norge. 
Pihl var ledamot av den svenska Vetenskapsakademien från 1870.